# Gert von Pistohlkors
Gert Olof von Pistohlkors (* 17. Dezember 1935 in Narwa, Estland) ist ein deutscher Historiker deutsch-baltischer Abstammung.

## Leben
Die Familie Pistohlkors wurde im Jahre 1939 wie die meisten Deutsch-Balten in Folge des Hitler-Stalin-Pakts in den Machtbereich des Deutschen Reiches umgesiedelt. Gert von Pistohlkors besuchte von 1946 bis 1951 das Carl-Hunnius-Internat in Wyk auf Föhr und machte 1954 das Abitur in Starnberg. Er studierte an den Universitäten München und Göttingen die Fächer Anglistik, Germanistik und Geschichtswissenschaft. Die Baltische Corporation Fraternitas Dorpatensis zu München nahm ihn 1964 in ihre Verbindung auf. Er legte beide Staatsexamina in München ab und wurde 1966 Studienrat. Ab 1967 arbeitete er in Göttingen als Assistent von Reinhard Wittram und wurde 1974 mit einer Arbeit über Ritterschaftliche Reformpolitik zwischen Russifizierung und Revolution promoviert. Ab 1974 war er Studienrat im Hochschuldienst, zuletzt Akademischer Direktor am Seminar für Mittlere und Neuere Geschichte in Göttingen.
Pistohlkors war in den Jahren 1979 bis 2007 Vorsitzender und ist seit 2008 Ehrenmitglied der Baltischen Historischen Kommission (estnisch: Balti Ajaloo Komisjon). Seit 1980 ist er Ordentliches Mitglied, 1984–1996 war er Vorstandsmitglied des Johann Gottfried Herder-Forschungsrates, 1993–2005 Mitglied im Kuratorium des Herder-Instituts Marburg, seit 1990 Auswärtiges Mitglied der Lettischen Akademie der Wissenschaften. Von 1983 bis 2007 war er Mitherausgeber der Zeitschrift für Ostmitteleuropa-Forschung.

## Auszeichnungen
- 1998: Ehrendoktorwürde der Universität Tartu
- 1999: III. Klasse des estnischen Orden des Marienland-Kreuzes, der höchsten Auszeichnung Estlands für Ausländer[2]
- 2003: Ehrenmitglied in der Gelehrten Estnischen Gesellschaft (estnisch: Õpetatud Eesti Selts).[3]
- 2008 Kulturpreis der Deutsch-Baltischen Gesellschaft Darmstadt.

## Schriften (Auswahl)
als Autor:
- Ritterschaftliche Reformpolitik zwischen Russifizierung und Revolution. Historische Studien zum Problem der politischen Selbsteinschätzung der deutschen Oberschicht in den Ostseeprovinzen Rußlands im Krisenjahr 1905 (= Göttinger Bausteine zur Geschichtswissenschaft, Band 48). Musterschmidt, Göttingen/Frankfurt am Main/Zürich 1978, ISBN 3-7881-1050-3.
- Die Unabhängigkeit der baltischen Länder. Geschichte, Probleme, Perspektiven. Herder-Institut, Marburg 1993, ISBN 3-87969-230-0.
- Vom Geist der Autonomie. Aufsätze zur baltischen Geschichte. Zum 60. Geburtstag des Verfassers herausgegeben und mit einer Bibliographie versehen von Michael Garleff. Mare Balticum, Köln 1995, ISBN 3-929081-17-2.
- „Restituierung der alten Zustände“ oder zukunftsweisende Neuerungen? Schulbildung und der soziale Aufstieg von Esten und Letten vornehmlich in Livland im kontroversen öffentlichen Diskurs (1860 bis 1914). In: Zeitschrift für Ostmitteleuropa-Forschung 67/1 (2018), S. 32–64.
- als Herausgeber und Mitautor: Baltische Länder (= Deutsche Geschichte im Osten Europas). Siedler, Berlin 1994, ISBN 3-88680-214-0.

als Mitherausgeber:
- Die Universitäten Dorpat/Tartu, Riga und Wilna/Vilnius. Beiträge zu ihrer Geschichte und ihrer Wirkung im Grenzbereich zwischen West und Ost. Böhlau, Köln/Wien 1987, ISBN 3-412-00886-9.
- Aufklärung in den baltischen Provinzen Russlands. Ideologie und soziale Wirklichkeit. Böhlau, Köln/Wien 1998, ISBN 3-412-08596-0.
- mit Matthias Weber: Staatliche Einheit und nationale Vielfalt im Baltikum. Festschrift für Prof. Dr. Michael Garleff zum 65. Geburtstag. Oldenbourg, München 2005, ISBN 3-486-57819-7.